# آی‌ای‌وی
آی‌ای‌وی (انگلیسی: IAV) شرکت خدمات مهندسی خودروسازی آلمانی است، که در سال ۱۹۸۳ تأسیس شد.